# كراكلين
الكراكلين (بالإنجليزية: Craquelin)‏ هو نوع من مخبوزات الكعك البريوش البلجيكي المليء بالسكر الأبيض المكرر. تُنكَّه قطع السكر بخلاصة البرتقال أو الليمون أو الفانيليا أو اللوز، ثم تُخلط في العجين قبل الطهي.
تذوب وتبرد، وتترك فجوات مغطاة بالسكر. ستحتوي عجينة الكراكلين على طبقة من عجين البريوش لمنع تكوّن السكر.